# Pergalumna foveolata
Pergalumna foveolata är en kvalsterart som beskrevs av Hammer 1973. Pergalumna foveolata ingår i släktet Pergalumna och familjen Galumnidae. Inga underarter finns listade i Catalogue of Life.